# Como era gostoso o meu francês
Como era gostoso o meu francês è un film del 1971 diretto da Nelson Pereira dos Santos che firma anche la sceneggiatura. I dialoghi in lingua tupi sono di Humberto Mauro.
La storia è ispirata al libro Warhaftige Historia di Hans Staden, un soldato tedesco del XVI secolo, che racconta la sua cattura in Brasile da parte dei Tupi. Uscito nel 1557, il libro - il cui titolo completo era Warhaftige Historia und beschreibung eyner Landtschafft der Wilden Nacketen, Grimmigen Menschfresser-Leuthen in der Newenwelt America gelegen (Vera storia e descrizione di uno Stato di persone selvagge, nude, sinistre, cannibali nel Nuovo Mondo, America) - ebbe un grandissimo successo, tradotto in numerose lingue, con un totale di 76 edizioni.

## Produzione
Il film fu prodotto dalla Condor Filmes, dalla Luiz Carlos Barreto Produções Cinematográficas e dalla Regina Filmes.

## Distribuzione
Il film venne presentato nel giugno 1971 al Festival di Berlino. Negli Stati Uniti, uscì a New York il 16 giugno 1973 con il titolo How Tasty Was My Little Frenchman, distribuito sottotitolato dalla New Yorker Films. In Francia, gli venne dato il titolo Comme il était bon mon petit Français: il film partecipò al Festival di Cannes nella sezione Quinzaine des Réalisateurs. In Italia non è mai uscito in sala, né in video, ma è stato trasmesso su Fuori orario. Cose (mai) viste sottotitolato.